# Mercedes Molina Ayala
Mercedes de Jesus Molina y Ayala (ur. 24 września 1828 w Baba, zm. 12 czerwca 1883 w Riobamba) – ekwadorska Błogosławiona Kościoła katolickiego.

## Życiorys
Urodziła się 24 września 1828 roku, szybko straciła ojca, od tej chwili była pod opieką matki, która wkrótce zmarła. W 1870 roku wyruszyła na wschód i dotarła do miasta Riobamba. 14 kwietnia 1873 roku założyła instytut do opieki dla osieroconych dziewcząt. Zmarła 12 czerwca 1883 roku mając 54 lata w opinii świętości. Została pochowana w mieście Riobamba. Pius XII w 1946 roku wydał dekret o cudzie. Została beatyfikowana przez papieża Jana Pawła II dnia 1 lutego 1985 w Guayaquil w Ekwadorze.